# Gordon's
Gordon's es una marca de ginebra que opera a nivel internacional. Su licor se elabora a partir de alcohol de grano. Es una London Dry Gin con un sabor derivado del enebro que es usado como ingrediente botánico clave en su creación.
La ginebra Gordon's es destilada según una receta que permanece en secreto, basándose en una combinación de enebro, fresas, cítricos y otras hierbas y especias que, mezcladas, le otorgan su característico sabor.
La calidad de Gordon’s es reconocida por numerosos organismos internacionales. La ginebra de la marca ha participado en varias competencias de bebidas alcohólicas y ha obtenido numerosos diplomas de calidad y medallas. Se cuentan entre sus premios el International High Quality Trophy y el diploma de calidad Gran Oro, otorgados en las Selecciones Mundiales de la Calidad, organizadas por Monde Selection en 1996.

## Historia
Alexander Gordon, un terrateniente de origen escocés, fundó su destilería en el barrio de Southwalk, del sur de Londres, en 1769. En 1786, trasladó sus operaciones a Clerkenwell. Alexander se propuso desplazar la ginebra que se producía en Londres en la época, produciendo un licor al que dio el nombre de “Gordon's London Dry Gin”, nombre que ha subsistido hasta hoy. Su expansión internacional, asociada a la histórica expansión de las colonias inglesas y su posterior consolidación y crecimiento, ha llevado a Gordon's a ser una de las ginebras secas de Londres más famosas.
La ginebra históricamente se encuentra asociada a una sustancia con la que encuentra una combinación perfecta: la tónica. El origen del Gin & Tonic data de la época en que los militares británicos prestaban servicio en la India. El agua carbonatada se produjo en el siglo dieciocho con el objeto de imitar el agua termal naturalmente carbonatada. Se descubrió que ésta era el medio más eficaz y aceptable para administrar medicinas que contenían quinina a los militares que enfermaban de malaria en la India. Poco después, los oficiales del ejército británico, tras haber descubierto que la ginebra constituía un antídoto indispensable al calor tropical, comenzaron a mezclar el Agua Tónica de la India con la ginebra, creándose así una de las mezclas más célebres del mundo, y que ha perdurado hasta nuestros días.
El espía inglés James Bond en su famoso cóctel Dry Martini agitado no mezclado incluye 3 partes de ginebra Gordon's, 1 de Vodka y 1 de Kina Lillet (ahora Lillet Blanc).